# سید مصطفی طباطبایی‌نژاد
سید مصطفی طباطبایی‌نژاد (زاده ۱۳۳۳ اردستان در استان اصفهان) نماینده شهر اردستان در مجلس هشتم و عضو کمیسیون حقوقی و قضایی مجلس بود. وی پیش‌تر در دورهٔ هفتم نیز عضو این مجلس بود.